# Cañada Rosal
Cañada Rosal is een gemeente in de Spaanse provincie Sevilla in de regio Andalusië met een oppervlakte van 26 km². In 2007 telde Cañada Rosal 3122 inwoners.